# Four Points by Sheraton Tripoli
Four Points by Sheraton Tripoli là một khách sạn bốn sao ở huyện Hay-al-Andalus của Tripoli. Khách sạn mở cửa vào tháng 1 năm 2011, nhưng đóng cửa chỉ vài tuần sau đó do Nội chiến Libya. Khách sạn là một phần của Khu phức hợp Du lịch Hay al-Andalus rộng hơn, và nằm bên cạnh Khách sạn Sheraton lớn hơn Tripoli, nơi chưa hoàn thiện khi chiến tranh nổ ra và đã bị bỏ hoang.